# Михаил Ласкарис
Михаил Цамантур Ласкарис (на гръцки: Μιχαήλ Τζαμάντουρος Λάσκαρις) е византийски аристократ и военачалник от XIII век.

## Живот
Михаил е по-малък брат на император Теодор I Ласкарис, основател на Никейската империя. Михаил и брат му Мануил били наричани и с фамилното име Цамантур (Τζαμάντουρος), което вероятно показвало, че за разлика от Теодор и другите му братя и сестри, двамата били родени от различна майка.
Михаил не заемал никаква длъжност или придворна титла по време на управлението на Теодор I, а при наследника му Йоан III Дука Ватац той дори бил заточен заедно с брат си Мануел. При възцаряването на Теодор II Ласкарис през 1254 г. двамата братя са повикани обратно в двора; докато Мануил става монах, Михаил получава титлата протосеваст и изпълнява военни длъжности. Той обаче не се отличавал с някакви забележителни способности, но пък за сметка на това си спечелил репутация на разумен съветник.
След смъртта на Теодор II и убийството на Георги Музалон Михаил и Мануил се изявяват като възможни настойници на непълнолетния му син Йоан IV, но без успех, тъй като Михаил VIII Палеолог е определен за настойник малолетния император и скоро става негов съимператор. За кратко Михаил Ласкари е заточен в Пруса във Витиния, но скоро е отзован обратно от Палеолог, който го назначава за велик дука след превземането на Константинопол. На този пост той държал командването на императорския флот, но вероятно поради напредналата си възраст Михаил никога не изпълнявал активно тези задължения, които вместо това преминали при протостратора Алексий Дука Филантропин. Единствената известна активност на Михаил Ласкарис през това време е едно предвождано от него посолство до унгарския крал Ищван V през 1271 – 1272 г., което трябвало да подготви брака между престолонаследника и съимператор Андроник II Палеолог и Анна Унгарска. Малко след това Михаил Ласкарис починал и бил наследен на поста си от Филантропин.

## Цитирана литература
- ((en)) Angelov, Dimiter (2019). The Byzantine Hellene : the life of Emperor Theodore Laskaris and Byzantium in the thirteenth century. Cambridge: Cambridge University Press, doi:10.1017/9781108690874, online-ISBN 9781108690874, https://ia601205.us.archive.org/13/items/Book_2346/Dimiter%20Angelov%20-%20The%20Byzantine%20Hellene_%20The%20Life%20of%20Emperor%20Theodore%20Laskaris%20and%20Byzantium%20in%20the%20Thirteenth%20Century-Cambridge%20University%20Press%20%282019%29.pdf
- ((fr)) Guilland, Rodolphe (1967). Recherches sur les institutions byzantines, I. Berlin: Akademie-Verlag, архив на оригинала от 16 септември 2023, https://web.archive.org/web/20231009110115/https://ihtika.ru/book/download/guilland-r-recherches-sur-les-institutions-byzantines-i-3-1967-

|  | Тази страница частично или изцяло представлява превод на страницата Michael Laskaris в Уикипедия на английски. Оригиналният текст, както и този превод, са защитени от Лиценза „Криейтив Комънс – Признание – Споделяне на споделеното“, а за съдържание, създадено преди юни 2009 година – от Лиценза за свободна документация на ГНУ. Прегледайте историята на редакциите на оригиналната страница, както и на преводната страница, за да видите списъка на съавторите. ВАЖНО: Този шаблон се отнася единствено до авторските права върху съдържанието на статията. Добавянето му не отменя изискването да се посочват конкретни източници на твърденията, които да бъдат благонадеждни. |